# 黃承遠
黃承遠（英語：Artone, Cheng-Yuan Huang，1968年12月2日—），出生於台灣台南市七股區，1991年國立台灣藝術專科學校西畫組畢業，
1997年獲得第九屆奇美藝術獎後，至美國密蘇里州芳邦大學 (Fontbonne University進修藝術碩士 M.A)1998年畢業，畢業後陸續任教於國立台灣藝術大學與新竹教育大學，並且潛心創作，獲得第17屆高雄獎，2018 、2019年參與 紐約藝術博覽會 (Artexpo New York) 獲得卓越藝術家獎（AWARD OF EXCELLENCE ）現台灣專職藝術家 。

## 經歷概述
黃承遠出生於台灣出生於台南縣七股鄉十份村的農家子弟。
- 2015-2021 任教於中原大學景觀系
- 2004-2006 任教於玄奘大學視覺傳達系
- 1999-2010 任教於新竹教育大學藝設系[4]
- 1999-2008 任教於台灣藝術學院美術系[5]
- 1999  曾任台灣藝術學院傳統工藝學系教師
- 1999  參與FONTBONNE COLLENG75 週年紀念大型壁畫製作
- 1999  加入美國密蘇里州ART ST-LOIS畫會
- 1998  美國密蘇里州FONTBONNE COLLEGE MA畢業 [6]
- 1991  台灣藝術專科美術科西畫組畢業

## 展覽
- 2024 TOWARDS THE LIGHT 個展 Museo Scalvini Desio 米蘭 義大利 [7][8][9][10][11][12][13][14]
- 2024  東方與西方 相遇在藝術 聯展 帕多瓦（Padova）義大利[15][16][17]
- 2023   Head for the flower season 個展. 皮斯托亞. 義大利 [18][19][20][21][22][23][24]
- 2023   Head for the flower season 個展. 維也納. 奧地利 [25][26][27]
- 2022  裂縫裡的光舞台劇發表 黃承遠藝術與劇團跨界合作  四四南村．台北．台灣 [28][29][30][31][32]
- 2021   光域個展 襲園美術館．桃園．台灣[33]
- 2019   新竹藝術博覽會   新竹．台灣 [34]
- 2019   紐約藝術博覽會   紐約．美國 [35]
- 2019   裂縫裡的光黃承遠 個展  交大藝文空間．新竹．台灣 [36]
- 2018   紐約藝術博覽會  紐約．美國 [37]
- 2018   新竹藝術博覽會  新竹．台灣
- 2017   香港水墨藝術博覽會  香港
- 2017   台北藝術博覽會   台北．台灣 [38]
- 2017   三亞沙灘藝術博覽會  三亞．中國
- 2016   科隆藝術博覽會   科隆．德國 [39]
- 2016   台北藝術博覽會    世貿中心   台北．台灣
- 2016   黃承遠  神。畫個展     順天藝術中心   台中．台灣  [40]
- 2016   高雄藝術博覽會   駁二特區    高雄．台灣
- 2016   濟州島藝術博覽會  濟州島．韓國
- 2015   高雄藝博會  高雄．台灣
- 2015   科隆博覽會  科隆．德國
- 2015   湧--嘆個展  南投．台灣
- 2014   三個男人群展  虹橋機場．上海．中國
- 2014   黃承遠個展 自貿區．上海．中國
- 2013   洛杉磯藝術博覽會  洛杉磯．美國
- 2013 「停下能看見」藝術家聯展  YES畫廊．台北．台灣
- 2013   微熱之丘 黃承遠個展   深圳．中國
- 2013   香港酒店博覽會  香港
- 2013 「濁火覺醒」黃承遠個展   YES畫廊．台北．台灣
- 2013   杭州酒店博覽會   杭州．中國
- 2013 「濁火覺醒」黃承遠個展   壢新藝術生活館．中壢．台灣 [41]
- 2013    新加坡酒店博覽會 希爾頓飯店．新加坡
- 2012 「花季」兩岸藝術家聯展  閘北海上文化中心．上海．中國
- 2011   今晚的風有點黏  閘北海上文化中心．上海．中國
- 2011   第三屆酒店博覽會  王朝飯店．台北．台灣
- 2011   第十五屆上海藝術博覽會 世貿商城．上海．中國
- 2010   線波 速寫小品展   KING空間．上海．中國
- 2010   我在東經121北緯23喃喃自語  多倫現代美術館．上海．中國
- 2010   第十四屆上海藝術博覽會   世貿商城．上海．中國
- 2010   換季個展  KING空間．上海．中國
- 2010   緩．慢．孤．寂 黃承遠-行進中的繪畫  新竹教育大學．新竹．台灣
- 2009   第十三屆上海藝術博覽會 世貿商城．上海．中國
- 2009 「煙花」個展  KING空間．上海．中國
- 2009   北京奢侈品精品展   北京．中國
- 2008 「讒·纏·殘」個展  朱屺瞻藝術館．上海．中國
- 2008   第11屆北京藝術博覽會  國貿商城．北京．中國
- 2008 「溢」個展   KING空間．上海．中國
- 2008 「深呼吸」個展    國父纪念館．台北．台灣
- 2008   第十二屆上海藝術博覽會   世貿商城．上海．中國
- 2008   冬藏 黃承遠  800藝術區．上海．中國
- 2007 「裸．身．情．動」個展   KING空間．上海．中國
- 2007 「裸．身．情．動」個展  文化局大敦二館．台中．台灣
- 2007    第十一屆上海藝術博覽會  世貿商城．上海．中國
- 2006  「心境」個展  彩蝶軒畫廊．馬來西亞
- 2005    黃承遠創作展  彩蝶軒畫廊．馬來西亞
- 2005  「困慾遼遠」個展  也趣畫廊．台北．台灣
- 2005  「咖啡 色」個展  星巴克藝文中心．台北．台灣
- 2001  「捕風捉影」個展  社教館．台南．台灣
- 2000  「昌狂個展」  文化局大墩藝廊（二）．台中．台灣
- 2000  「黃炯昌心個展」  時報廣場．市長官邸． 台北．台灣
- 1997    聯展於密蘇里州   ST.LOUIS MERAMEC COMMUNITY COLLEGE     密蘇里州．美國[42]

## 獲獎紀錄
- 2019  紐約藝術博覽會 最佳國際藝術家獎 [43] [44][45]
- 2018  紐約藝術博覽會 最佳國際藝術家獎
- 2003  榮獲文建會九十二年青年繪畫作品典藏
- 2001  榮獲財團法人國家文化藝術基金會八十九年第三期美術類創作補助
- 2000  第17屆高雄美展油畫類首獎 [46]
- 1999  第五屆大墩美展油畫優選
- 1998  美國密蘇里州藝術家協會之油畫類-HAZZEL WEEDEL獎
- 1998  美國北加州第15屆全國繪畫比賽之卓越獎和特別獎
- 1998  入選美國密蘇里州春田美術館美展
- 1998  入選美國德州第16屆藝術家美展
- 1998  入選美國密蘇里州聖路易畫會美展
- 1997  奇美財團法人第九屆人才培訓[47]

## 收藏
- 奇美私人美術館    台南．台灣
- 高雄美術館    高雄．台灣 [48]
- 國立臺灣美術館  台中．台灣
- 國父紀念館  台北．台灣 [49]
- 多倫現代美術館  上海．中國

## 外部連結
- IG
- Facebook
- Twitter